# Букет Олександр Іванович
Олександр Іванович Букет (нар.17 серпня 1973, Грузьке, Макарівський р-н, Київська обл.) — український технолог-винахідник, викладач-дослідник, кандидат технічних наук, доцент. Член Міжнародного електрохімічного товариства (ISE).

## Біографія
Народився 17 серпня 1973 року у с. Грузькому на Київщині, 1976 року родина переїхала до м. Києва.
1996-го закінчив кафедру технології електрохімічних виробництв хіміко-технологічного факультету НТУУ «КПІ». З четвертого курсу займався науковою роботою зі створення анодів для електрохімічного захисту підземних комунікацій.
Закінчив навчання в аспірантурі НТУУ «КПІ» у 2000 році. На кафедрі ТЕХВ працює з 1994 року за сумісництвом, з 1996 — штатний стажист-дослідник.
У 2002 році захистив дисертацію на здобуття наукового ступеня кандидата технічних наук за напрямком 05.17.03 — Технічна електрохімія "Електрохімічний сенсор озону для моніторингу повітряного середовища ".
Викладає лекційні курси: «Основи проектування устаткування галузі», «Методи захисту обладнання від корозії», «Теоретична електрохімія: „Кінетика електродних процесів“».

## Наукова робота
Займається розробкою техніки та технологій захисту обладнання від корозії, сенсорів окиснювальних киневмисних газів. Є автором (співавтором) одного патенту, понад 15 наукових статей, кількох методичних розробок, а також навчального посібника «Основи проектування хімічних виробництв. Будова обладнання та конструкції підвісних пристроїв для нанесення гальванічних покриттів» (навч. посіб. для студентів, які навчаються за спец. «Хімічні технології та інженерія» / Л. А. Яцюк, О. І. Букет, Г. С. Васильєв ; Нац. техн. ун-т України «Київ. політехн. ін-т ім. Ігоря Сікорського». — Київ: КПІ ім. І. Сікорського: Політехніка, 2017. — 71 с. : рис. — Бібліогр.: с. 69-70. — ISBN 978-966-622-820-1).

## Нагороди
- Молодий викладач-дослідник 2006, 2007 і 2008 р.
- Стипендіат Кабінету Міністрів України
- Лауреат Премії Президента України для молодих вчених за роботу «Електрохімічні сенсори нового покоління для моніторингу екологічної безпеки повітряного середовища» (2007)